# Волсенбург (Колорадо)
Волсенбург (енгл. Walsenburg) град је у америчкој савезној држави Колорадо.

## Демографија
По попису из 2010. године број становника је 3.068, што је 1.114 (-26,6%) становника мање него 2000. године.
| Група             | 2000.         | 2010.         |
| Белци             | 1.706 (40,8%) | 1.273 (41,5%) |
| Афроамериканци    | 200 (4,8%)    | 19 (0,6%)     |
| Азијати           | 17 (0,4%)     | 8 (0,3%)      |
| Хиспаноамериканци | 2.131 (51,0%) | 1.717 (56,0%) |
| Укупно            | 4.182         | 3.068         |